# Religious Technology Center
Religious Technology Center är en organisation inom Scientologirörelsen, med syfte att kontrollera och skydda scientologin och dianetiken som varumärken samt att bevara, underhålla och skydda scientologin som religion. Varumärkena ägs dock av Church of Spiritual Technology. RTC grundades 1982 och är scientologirörelsens högsta instans vad avser tillämpningen av L. Ron Hubbards religiösa teorier. Ordförande sedan 1986 är David Miscavige, som därmed anses vara de facto-ledare för Scientologikyrkan.